# روان‌یخ

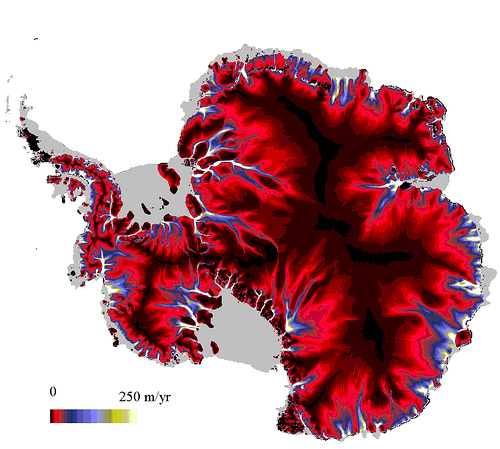
نقشه سرعت جابه‌جایی توده‌های یخی جنوبگان. روان‌یخ‌ها با افزایش سرعت (آبی-زرد-سفید) به سمت ساحل جریان می‌یابند.

روان‌یخ (انگلیسی: Ice stream) بخشی از یک یخسار است که سرعت آن به‌طور قابل ملاحظه‌ای بیشتر از یخ‌های پیرامون آن است. روان‌یخ‌ها یکی از انواع یخچال طبیعی به‌شمار می‌روند. روان‌یخ‌ها از عوارض مهم موجود در سرزمین جنوبی هستند که ۱۰٪ از حجم آنجا را در بر دارند. عرض روان‌یخ تا ۵۰ کیلومتر، ضخامت آن ۲ کیلومتر و طول آن ممکن است به صدها کیلومتر برسد و بیشترین خروج یخ از یخسارها توسط این پدیده انجام می‌گیرد.
سرعت حرکت می‌تواند به بیش از هزار متر در سال برسد که بسیار سریع‌تر از سرعت حرکت یخ‌های پیرامونی آن است. نیروهای تنش برشی در کناره جریان یخی باعث تغییر شکل و بلوری‌شدن یخ شده و آن را نرم‌تر می‌سازد و آن را در نوارهای باریک یا کناره‌های برشی آن متمرکز می‌سازد. معمولاً یخ‌کافت در اطراف کناره‌های برشی روان‌یخ تشکیل می‌شود.
بیشتر روان‌یخ‌ها دارای مقداری آب در بستر خود هستند که باعث کاهش اصطکاک و لغزندگی بیشتر جریان یخ می‌شود. جنس سنگ بستر نیز در میزان حرکت یخچال مؤثر است و حرکت روان‌یخ در سنگ بستر دارای رسوبات نرم و تغییرپذیر بیش از سنگ بستر سخت است.